# Championnat du Maroc de football de troisième division 2021-2022
Navigation
Édition précédente Édition suivante
Le Championnat National 2021-2022 oppose cette saison seize clubs du troisième niveau marocain en une série de trente rencontres.
C'est le plus haut échelon auquel peuvent accéder les équipes amateurs puisqu'au-delà, les clubs doivent avoir le statut professionnel pour participer à la Botola 2.

## Équipes engagées
Équipes participantes au titre du National 2021-22
| Club                  | Classement 2020-2021        | Stade                      | Capacité |
| --------------------- | --------------------------- | -------------------------- | -------- |
| KAC de Kénitra        | 15e de la Botola 2          | Municipal de Kénitra       | 30 000   |
| Widad Témara          | 16e de la Botola 2          | Municipal de Témara        | 5 000    |
| Fath de Nador         | 3e                          | Municipal de Nador         | 5 000    |
| CODM de Meknès        | 4e                          | Stade d'honneur de Meknès  | 25 000   |
| Wydad Serghini        | 5e                          | Stade Municipal d'El Kelaâ | 3 000    |
| Association Mansouria | 6e                          | Stade Municipal            | 5 000    |
| Union Sidi Kacem      | 7e                          | Stade Abdelkader-Allam     | 10 000   |
| CSM Ouarzazate        | 8e                          | Stade Sidi Daoud           | 3 000    |
| Mouloudia Dakhla      | 9e                          | Stade El Massira           | 5 000    |
| Chabab Kasba Tadla    | 10e                         | Stade Municipal            | 5 000    |
| Union Témara          | 11e                         | Municipal de Témara        | 5 000    |
| Rachad Bernoussi      | 12e                         | Complexe Bernoussi         | 10 000   |
| Olympique Youssoufia  | 13e                         | Stade Al Wahda             | 5 000    |
| Chabab M'rirt         | 14e                         | Stade Municipal de Mrirt   | 3 000    |
| Ittifaq Marrakech     | Champion Sud de Amateurs I  | Stade du 20-Août           | 5 000    |
| FUS Rabat rés.        | Champion Nord de Amateurs I | Stade Moulay Hassan        | 12 000   |

## Règlement du championnat

### Barème des points
- 3 points pour une victoire
- 1 point pour un match nul
- 0 point pour une défaite

### Promotions et relégations
À l'issue des 30 journées du championnat, selon le classement :
- Les équipes classées en 1re et 2e place sont promues en Botola 2
- Les équipes classées à la 15e et 16e place sont reléguées en Amateurs I.

## Classement et résultats

### Classement final
| Rang | Équipe                | Pts | J  | G | N | P | Bp | Bc | Diff |
| ---- | --------------------- | --- | -- | - | - | - | -- | -- | ---- |
| 1    | Widad Témara R        | 62  | 30 | 3 | 0 | 0 | 4  | 1  | +3   |
| 2    | Ittifaq Marrakech P   | 56  | 30 | 1 | 1 | 1 | 2  | 2  | 0    |
| 3    | Wydad Serghini        | 52  | 30 | 2 | 1 | 0 | 8  | 2  | +6   |
| 4    | KAC de Kénitra R      | 48  | 30 | 0 | 2 | 1 | 3  | 4  | -1   |
| 5    | Association Mansouria | 44  | 30 | 2 | 1 | 0 | 4  | 1  | +3   |
| 6    | CODM de Meknès        | 43  | 30 | 3 | 0 | 0 | 3  | 0  | +3   |
| 7    | FUS Rabat rés.P       | 41  | 30 | 1 | 0 | 2 | 1  | 2  | -1   |
| 8    | Olympique Youssoufia  | 39  | 30 | 1 | 1 | 1 | 4  | 4  | 0    |
| 9    | Rachad Bernoussi      | 38  | 30 | 0 | 2 | 1 | 2  | 3  | -1   |
| 10   | Chabab M'rirt         | 34  | 30 | 0 | 1 | 1 | 0  | 1  | -1   |
| 11   | Chabab Kasba Tadla    | 34  | 30 | 1 | 0 | 1 | 1  | 1  | 0    |
| 12   | Union Témara          | 33  | 30 | 1 | 0 | 2 | 1  | 2  | -1   |
| 13   | Fath de Nador         | 33  | 30 | 1 | 1 | 1 | 2  | 2  | 0    |
| 14   | Union Sidi Kacem      | 31  | 30 | 0 | 0 | 3 | 1  | 4  | -3   |
| 15   | CSM Ouarzazate        | 30  | 30 | 1 | 1 | 1 | 2  | 2  | 0    |
| 16   | Mouloudia Dakhla      | 25  | 30 | 0 | 1 | 2 | 0  | 7  | -7   |

| Légende : Qualifications et relégations | Légende : Qualifications et relégations                             |
| --------------------------------------- | ------------------------------------------------------------------- |
|                                         | Promotion en Botola 2 2022-2023                                     |
|                                         | Relégation en Amateurs 2 2022-2023                                  |
|                                         | R : Relégué de Botola 2 2020-2021 P : Promu de Amateurs I 2020-2021 |